# Kangur pasmowy
Kangur pasmowy, walabia pasmowa (Notamacropus dorsalis) – gatunek ssaka z podrodziny kangura (Macropodinae) w obrębie rodziny kangurowatych (Macropodidae). We wcześniejszej polskiej literaturze zoologicznej gatunek był oznaczany nazwą zwyczajową „walabia pasmowa”. Jednak w wydanej w 2015 roku przez Muzeum i Instytut Zoologii Polskiej Akademii Nauk publikacji „Polskie nazewnictwo ssaków świata” gatunkowi nadano nazwę kangur pasmowy.

## Taksonomia
Gatunek po raz pierwszy zgodnie z zasadami nazewnictwa binominalnego opisał w 1837 roku brytyjski zoolog John Edward Gray nadając mu nazwę Halmaturus dorsalis. Miejsce typowe to Namoi Hills, Nowa Południowa Walia, Australia. Holotyp nieznany.
Autorzy Illustrated Checklist of the Mammals of the World za gatunek monotypowy.

### Etymologia
- Notamacropus: gr. νοτος notos ‘południe’; rodzaj Macropus Shaw, 1790 (kangur)[10].
- dorsalis: łac. dorsalis (prawidłowo dorsualis) ‘grzbietowy, z tyłu’, od dorsum ‘grzbiet, tył’[11].

## Zasięg występowania
Kangur pasmowy występuje we wschodniej Australii od Chillagoe, w północno-wschodnim Queensland, na południe do Coonabarabran, w północno-wschodniej Nowej Południowej Walii i na zachód do Blackall w południowo-środkowym Queensland.

## Morfologia
Długość ciała (bez ogona) samic 48,1–61,7 cm, samców 61,6–82 cm, długość ogona samic 52,1–61,9 cm, samców 56,6–83,2 cm; masa ciała samic 5,2–7,6 kg, samców 8,7–21 kg. Ruda, krótka sierść. Ciemnobrązowy pas wzdłuż grzbietu, krótka, biała pręga na biodrach.

## Tryb życia
Żyje w stadach złożonych z kilku do dwudziestu osobników. Roślinożerca, zjada trawy i miękkie części krzewów.

## Status zagrożenia
W Czerwonej księdze gatunków zagrożonych Międzynarodowej Unii Ochrony Przyrody i Jej Zasobów został zaliczony do kategorii LC (ang. least concern ‘najmniejszej troski’).